# Сан Пјетро ди Бивона (Вибо Валенција)
Сан Пјетро ди Бивона је насеље у Италији у округу Вибо Валенција, региону Калабрија.
Према процени из 2011. у насељу је живело 80 становника. Насеље се налази на надморској висини од 91 м.